# Fritz Meister (Politiker)
Fritz Meister (* 5. Dezember 1896 in Elberfeld; † 5. Januar 1976) war ein deutscher Beamter und sozialdemokratischer Politiker.
Bis 1932 war Meister Beigeordneter für Steuern und Finanzen der Stadt Gummersbach. Danach war er bis April 1933 Bürgermeister von Zahna. Weil er SPD-Mitglied war, wurde er aus diesem Amt auf Grund des Gesetzes zur Wiederherstellung des Berufsbeamtentums zwangsweise entlassen. 
Zwischen 1935 und 1943 arbeitete Meister als Geschäftsstellen-Leiter in der Auskunftei Schimmelpfeng in Saarbrücken, Köln und Bielefeld. 
Im Mai 1945 ernannte ihn die amerikanische Militärregierung in Gummersbach zum Bürgermeister der Gemeinde Eckenhagen, danach im August 1945 auf besondere Anweisung der britischen und deutschen Stellen zum Bürgermeister der Gemeinde Waldbröl.
Nach 1945 war er Mitglied des Kreistages und Fraktionsvorsitzender, Mitglied des Provinzialrates der Nordrheinprovinz. Außerdem war er in der ersten Ernennungsperiode Mitglied des ernannten Landtages von Nordrhein-Westfalen bis 1946.
Am 1. Januar 1947 übernahm Fritz Meister das Amt des Oberstadtdirektors der Stadt Herford und bekleidete es bis 1961. 
Ebenfalls gehörte er zu den Begründern der Nordwestdeutschen Philharmonie in Herford; unter seinem Ehrenvorsitz entwickelte sich die Philharmonie zu einem Kulturorchester ersten Ranges. 